# Buitenhof (televisieprogramma)
Buitenhof is een Nederlands debat- en discussieprogramma dat, behoudens een aantal weken in de zomermaanden, 's zondags rechtstreeks wordt uitgezonden van 12.10 tot 13.10 uur op NPO 1, in een samenwerkingsverband van AVROTROS, BNNVARA en de VPRO. Elk van deze omroepen mag een presentator leveren. Als NOS Studio Sport beslag legt op het tijdblok van Buitenhof, wordt het programma op NPO 2 uitgezonden en duurt het iets korter. De huidige presentatoren zijn Twan Huys (namens BNNVARA) en journaliste Maaike Schoon (namens VPRO, sinds de start van seizoen 2021-2022).

## Geschiedenis
Buitenhof begon als de opvolger van Het Capitool, een debat- en discussieprogramma dat sedert 1981 uitgezonden werd, eerst vanuit het gelijknamige theehuis in 's-Graveland, later vanuit Hilversum. De eerste uitzending was op 3 september 1995. Het programma is ontstaan uit een samenwerking van NPS, VARA en VPRO. Deze omroepen waren destijds in hoge mate bepalend voor de programmering van Nederland 3. Van 3 september 1995 t/m 3 september 2006 werd het programma op Nederland 3 uitgezonden. Op 10 september 2006 ging het programma naar Nederland 1.
Op 5 september 2010 moest de NPS plaatsmaken voor de AVRO, omdat de NPS, die samen met de Teleac en de RVU verderging als NTR, niet meer mocht samenwerken met ledenomroepen. In die tijd speelde de discussie of de NPS (of NTR) als niet-ledengebonden omroep zou mogen samenwerken met een ledenomroep, waar uiteindelijk negatief over werd beslist. Ook de actualiteitenrubriek NOVA trof dit lot en werd vervangen door het iets anders gestructureerde Nieuwsuur dat door NTR en NOS wordt gemaakt.

### Incidenten
Het programma kwam zelf in het nieuws toen op 24 september 2000 de Belgische politicus Filip Dewinter door antifascisten werd besmeurd met chocolade. Op 7 november 2010 werd het programma verstoord door actievoerende krakers door middel van een spandoek, gehesen voor het raam naast de presentatietafel waar de Amsterdamse burgemeester Eberhard van der Laan zat met Polak.

## Het programma
Buitenhof heeft een grote invloed op de politiek en de overige media. De gasten zijn veelal politici, hoge ambtenaren, wetenschappers en andere intellectuelen. Een vast onderdeel van het programma waren tot en met het seizoen 2011-2012 de columns die afwisselend verzorgd werden door Max Pam en Naema Tahir; in het verleden werkten ook Jos de Beus, Désanne van Brederode en Syp Wynia als columnist mee aan het programma. Ook Ronald Plasterk had, voordat hij minister van Onderwijs werd in het kabinet-Balkenende IV, regelmatig een column in Buitenhof. Zijn opvolger Joshua Livestro werd na acht columns gezegd dat hij het volgende seizoen niet meer hoefde terug te komen. Volgens Livestro werd hij ontslagen omdat hij te rechts zou zijn voor de in zijn ogen eenzijdige redactie van dit programma. Livestro stelde ook dat zijn teksten gecensureerd werden. De redactie van Buitenhof reageerde op de beschuldiging door te verklaren dat de columns van Livestro niet werden voortgezet omdat zij niet voldeden 'aan de door Buitenhof gewenste kwaliteit'. In het seizoen 2012-2013 werd in de rubriek 'Schuim en as' een onderwerp uit het buitenland besproken door afwisselend Maarten Asscher (directeur van de Athenaeum Boekhandel), Wim Pijbes en Petra Stienen.

## Naam
Buitenhof is vernoemd als tegenhanger voor het Binnenhof in Den Haag. Overigens is het Buitenhof ook een plein in Den Haag, gelegen naast het Binnenhof. Een meer plausibele verklaring voor de naam is dat het programma aanvankelijk (korte tijd) werd uitgezonden vanaf een locatie aan het Buitenhof, die echter vanwege de grote afstand tussen Den Haag en Hilversum als onhandig werd beschouwd.

## Presentatie

### Huidig
- Twan Huys (BNNVARA) (2020-heden)
- Maaike Schoon (VPRO) (2021-heden)
- Joost Vullings (AVROTROS) (per september 2025–)

### Voormalig
- Peter van Ingen (VPRO) (1995-2012)
- Maartje van Weegen (NPS) (1995-1996)
- Paul Witteman (BNNVARA, voorheen VARA) (1995-2006, 2014-2018)
- Rob Trip (NPS) (1998-2010; 2020 als invaller namens de VPRO)
- Clairy Polak (BNNVARA, voorheen VARA) (2006-2012;[5] 2018 als invaller[6])
- Jeroen Smit (NPS) (2010)
- Pieter Jan Hagens (AVROTROS, voorheen AVRO) (2010-2018; 2019-2025)
- Chris Kijne (VPRO) (2012-2013) (invaller)
- Kees Driehuis (VARA) (2012-2013)
- Marcia Luyten (VPRO) (2012-2018[7])
- Diana Matroos (VPRO) (2018-2019)
- Jort Kelder (AVROTROS) (2018-2019)
- Hugo Logtenberg (BNNVARA) (2019)
- Natalie Righton (VPRO) (2020[8])
- Tim de Wit (2023-2024)